# NGC 5195
في الفهرس العام الجديد NGC 5195 (تُعرف أيضاً باسم Messier 51b- M51b) هي مجرة غير منتظمة قزمة تتفاعل مع مجرة الدوامة (المعروفة أيضاً باسم M51a أو NGC 5194). وتسمي المجرتين في أطلس المجرات الغريبة Arp 85 كأحد الأمثلة البارزة لمجرة حلزونية مع مجرة مرافقة. كلا المجراتين ضمن مجموعة M51 في كوكبة السلوقيان على مسافة 25 مليون سنة ضوئية تقريباً. والمجراتين من أكثر الازواج المجرية تفاعلا وموضع أبحاث نظرية في وقت مبكر جدا حول التفاعلات المجرية.
وترتبط المجرتان بجسر مدي غني بالغبار يمكن رؤيتة يتدفق أمام مركز NGC 5195. وهذا يدل على أن NGC 5195 يبدو أنها تقع وراء مجرة الدوامة.
أكتشفت NGC 5195 من قبل الفلكي الفرنسي بيير ميشان في 21 مارس 1781.

## وصلات خارجية
- NGC 5195 على موقع ويكي سكاي: DSS2, SDSS, GALEX, IRAS, Hydrogen α, X-Ray, Astrophoto, Sky Map, Articles and images